# 2011-es wimbledoni teniszbajnokság
A 2011-es wimbledoni teniszbajnokság az év harmadik Grand Slam-tornája, a wimbledoni teniszbajnokság 125., jubileumi kiadása. 2010. június 20. és július 3. között került lebonyolításra Londonban.
A férfiak mezőnyében Novak Đoković nyert, miután a döntőben legyőzte a címvédő Rafael Nadalt. Đoković első alkalommal győzött Wimbledonban.
A nőknél Petra Kvitová szintén első alkalommal nyert, s neki egyben ez volt az első Grand Slam-győzelme is. A döntőben Marija Sarapovát győzte le.

## Döntők

### Férfi egyes
Novak Đoković  –  Rafael Nadal 6–4, 6–1, 1–6, 6–3

### Női egyes
Petra Kvitová –  Marija Sarapova 6–3, 6–4

### Férfi páros
Bob Bryan /  Mike Bryan –  Robert Lindstedt /  Horia Tecău 6–3, 6–4, 7–6(2)

### Női páros
Květa Peschke /  Katarina Srebotnik –  Sabine Lisicki /  Samantha Stosur 6–3, 6–1

### Vegyes páros
Jürgen Melzer /  Iveta Benešová –  Mahes Bhúpati /  Jelena Vesznyina 6–3, 6–2

## Juniorok

### Fiú egyéni
Luke Saville –  Liam Broady, 2–6, 6–4, 6–2

### Lány egyéni
Ashleigh Barty –  Irina Hromacsova, 7–5, 7–6(3)

### Fiú páros
George Morgan /  Mate Pavić –  Oliver Golding /  Jiří Veselý 3–6, 6–4, 7–5

### Lány páros
Eugenie Bouchard /  Grace Min –  Demi Schuurs /  Tang Hao-csen, 5–7, 6–2, 7–5